# Blitz (filme)
Blitz é um filme britânico de thriller criminal de 2011, dirigido por Elliott Lester e estrelado por Jason Statham, Paddy Considine, Aidan Gillen e David Morrissey. O filme, lançado no Reino Unido em 20 de maio de 2011, baseia-se no romance homônimo de Ken Bruen, focando no Sargento-Detetive Tom Brant, um dos personagens recorrentes de sua obra.

## Enredo
No sudeste de Londres, Barry "Blitz" Weiss (Gillen), um assassino em série, começa a caçar os policiais que o haviam prendido no passado. Depois que dois policiais são mortos a tiros e o Inspetor-Chefe Bruce Roberts (Rylance) é espancado até a morte, começam as investigações sobre a identidade do assassino.

## Elenco
- Jason Statham como o Sargento-Detetive Tom Brant;
- Paddy Considine como o Inspetor Interino Porter Nash;
- Aidan Gillen como Barry "Blitz" Weiss;
- David Morrissey como Harold Dunlop;
- Zawe Ashton como a policial Elizabeth Falls;
- Luke Evans como o Inspetor-Detetive Craig Stokes;
- Mark Rylance como o Inspetor-Chefe Bruce Roberts (James Roberts, no romance);
- Nicky Henson como o Superintendente Brown;
- Ned Dennehy como Radnor;
- Ron Donachie como Cross.

## Produção
O roteiro do filme foi escrito por Nathan Parker. O filme, que representa a primeira produção britânica de Lionsgate, foi filmado em Londres, em agosto de 2010.

## Recepção
Blitz recebeu críticas diversas. No Rotten Tomatoes, há uma taxa de aprovação de 48% por parte dos críticos e uma de 36% por parte da audiência.